# Simon Lingwen
Simon Lingwen más néven Lengvenis, vagy Lengvenis Algirdaitis (1355/60 körül – 1431. június 19.)  litván herceg, később novgorodi fejedelem 1389-től 1392-ig, majd 1406-tól 1411-ig.
Édesapja Algirdas litván nagyfejedelem, édesanyja Alekszandr tveri fejedelem leánya, Uljana Alekszandrovna. Testvére a későbbi lengyel király II. Jagelló Ulászló (Władysław Jogaila) és Švitrigaila, valamint Jurij.
A Simon nevet akkor kapta, amikor áttért az ortodox hitre.
Részt vett a Német Lovagrend elleni ún. nagy háborúban. Harcolt Szamogitiában és a grünwaldi csatában, ahol a szövetséges hadsereg orosz (szmolenszki) erőit vezette, mellette volt még Jurij nevű testvére is. Az ütközetben jelentős szerepet vállalt a lengyel sereg jobb oldalának megvédelmezésében, miután Vitold litván nagyfejedelem támadása a lovagrendi balszárny ellen kudarcba torkollott. Jelen volt az 1411. február 1-jén aláírt thorni békénél.
Dimitrij Donszkoj moszkvai nagyfejedelem leányát, Mariját vette feleségül.

## Fordítás
- Ez a szócikk részben vagy egészben  a   Lengvenis című angol Wikipédia-szócikk fordításán alapul.  Az eredeti cikk szerkesztőit annak laptörténete sorolja fel. Ez a jelzés csupán a megfogalmazás eredetét és a szerzői jogokat jelzi, nem szolgál a cikkben szereplő információk forrásmegjelöléseként.

1. ↑  14.i4.1
2. ↑  Kniaziowie litewsko-ruscy od końca czternastego wieku (lengyel nyelven) pp. 263, 1895